# Kyjov (Havlíčkův Brod-i járás)
Kyjov község Csehországban, Havlíčkův Brod-i járásban. Kyjov Ždírec, Břevnice, Havlíčkův Brod és Pohled településekkel határos. Lakosainak száma 159 fő (2024. január 1.).

## Népesség
A település lakosságának változását az alábbi diagram mutatja:
| Lakosok száma | 229  | 201  | 194  | 167  | 141  | 119  | 145  | 145  | 148  | 159  |
|               | 1869 | 1890 | 1921 | 1950 | 1980 | 2001 | 2017 | 2019 | 2022 | 2024 |